# Löytöjoki (vattendrag i Lappland)
Löytöjoki är ett vattendrag i Finland.   Det ligger i landskapet Lappland, i den norra delen av landet, 600 km norr om huvudstaden Helsingfors.